# Salem, Fulton County, Arkansas
Salem är en ort i Fulton County i delstaten Arkansas, USA.